# ФК Копер
ФК „Копер“ е футболен клуб от град Копер, Словения.

## Титли
Словения
- Словенска първа лига:
  -  Шампион (1):  2009/10
  -  Вицешампион (3): 2007/08, 2013/14, 2021/22
  -  Трето място (4): 2001/02, 2005/06, 2010/11, 2024/25
- Купа на Словения:
  -  Носител (4): 2005/06, 2006/07, 2014/15, 2021/22
  -  Финалист (2): 2008/09, 2024/25
- Суперкупа на Словения:
  -  Носител (2): 2010, 2015
  -  Финалист (1): 2007

 Югославия
- Купа на Словения по футбол в Югославия:
  -  Носител (1): 1990/91

## Състав за сезон 2006/07
- вратари: Ермин Хашич, Адмир Сухонич
- защитници: Санди Павлович, Елвис Шахинович, Енес Ханданагич, Михаел Ковачевич, Митя Вилер, Един Шечич, Симон Клун, Ян Пахор
- полузащитници: Емануел Галун, Съндей Чибуке Ибеджи, Милош Шучевич, Рок Божич, Алеш Меяч, Саша Божичич, Иван Клун
- нападатели: Вито Плут, Арлинд Елшани, Ники Лекич, Далибор Волаж, Йозип Даришич, Дамир Видович

## Първенство на Словения
- Сезон 1991/92 – 8-о място в Първа лига
- Сезон 1992/93 – 8-о място в Първа лига
- Сезон 1993/94 – 7-о място в Първа лига
- Сезон 1994/95 – 11-о място в Първа лига, отпада
- Сезон 1995/96 – 6-о място във Втора лига, печели промоция за елита
- Сезон 1996/97 – 10-о място в Първа лига, отпада
- Сезон 1997/98 – 2-ро място във Втора лига, печели промоция за елита
- Сезон 1998/99 – 11-о място в Първа лига, отпада
- Сезон 1999/00 – 1-во място във Втора лига, печели промоция за елита
- Сезон 2000/01 – 6-о място в Първа лига
- Сезон 2001/02 – 3-то място в Първа лига
- Сезон 2002/03 – 5-о място в Първа лига
- Сезон 2003/04 – 4-то място в Първа лига
- Сезон 2004/05 – 11-о място в Първа лига
- Сезон 2005/06 – 3-то място в Първа лига
- Сезон 2006/07 – 6-о място в Първа лига

## Европейски турнири
- Сезон 2002, Интертото Къп – отпада в 1-ви кръг от „Хелсингборис ИФ“, Швеция след загуба с 0-1 и равнство 0-0 на реванша.
- Сезон 2003, Интертото Къп – достига да полуфиналите в турнира, след като отстранява последователно „Загреб“, Хърватия, „Дубница“, Словакия и „Егалео“, Гърция; на полуфинала губи от СК Хееренвеен, Нидерландия с 0-2 и 0-1.
- Сезон 2006/07, УЕФА Къп (дебютът) – срещу „Литекс“, България; отпада след загуби с 0-1 като домакин и 0-5 като гост.
- Сезон 2007/08, УЕФА Къп – отново отпада в 1-ви кръг от Широки Брег, Босна и Херцеговина, с резултати 1-3 и 2-3.